# Grandine

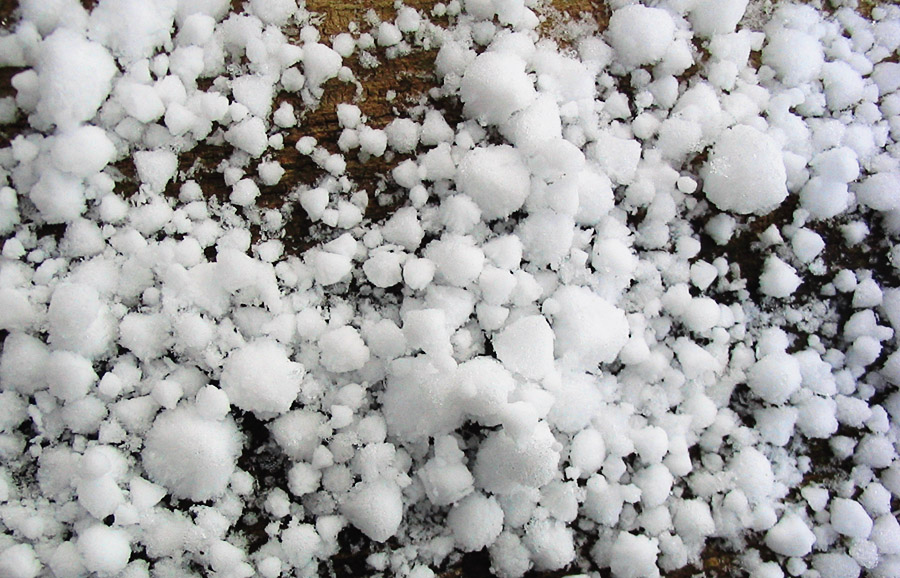
Chicchi di grandine

La grandine è una precipitazione atmosferica formata da tanti pezzi di ghiaccio (chiamati comunemente "chicchi di grandine"), generalmente sferici o sferoidali, che cadono dalle nubi cumuliformi più imponenti, i cumulonembi. Lo studio dei granelli di grandine viene condotto con un particolare strumento di misura, chiamato grelimetro (il chicco di grandine più pesante è stato registrato nel distretto di Gopalganj, in Bangladesh, il 14 aprile 1986, con un peso di 1,02 kg).

## Formazione

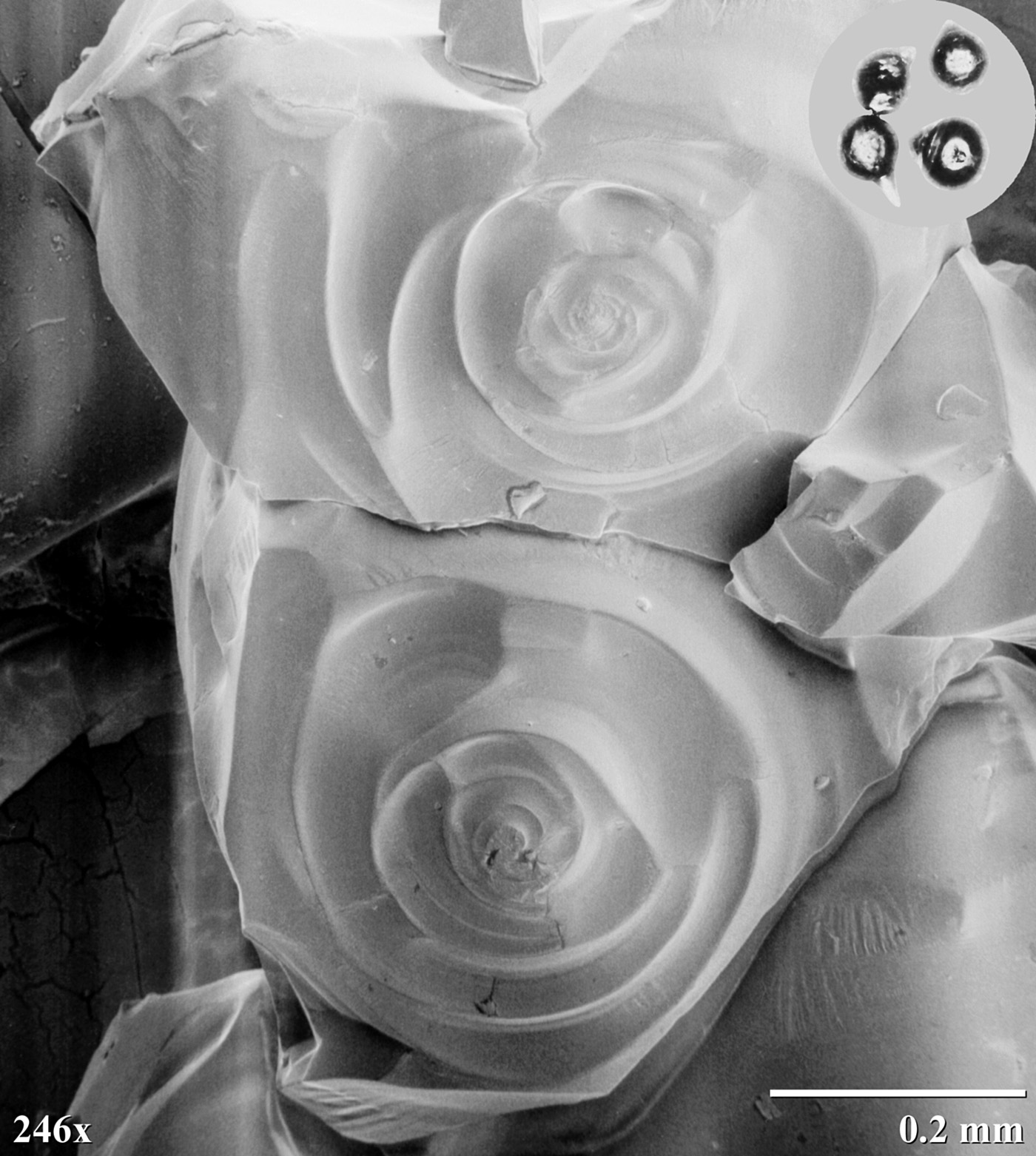
Vista al microscopio elettronico di chicchi di grandine fratturati

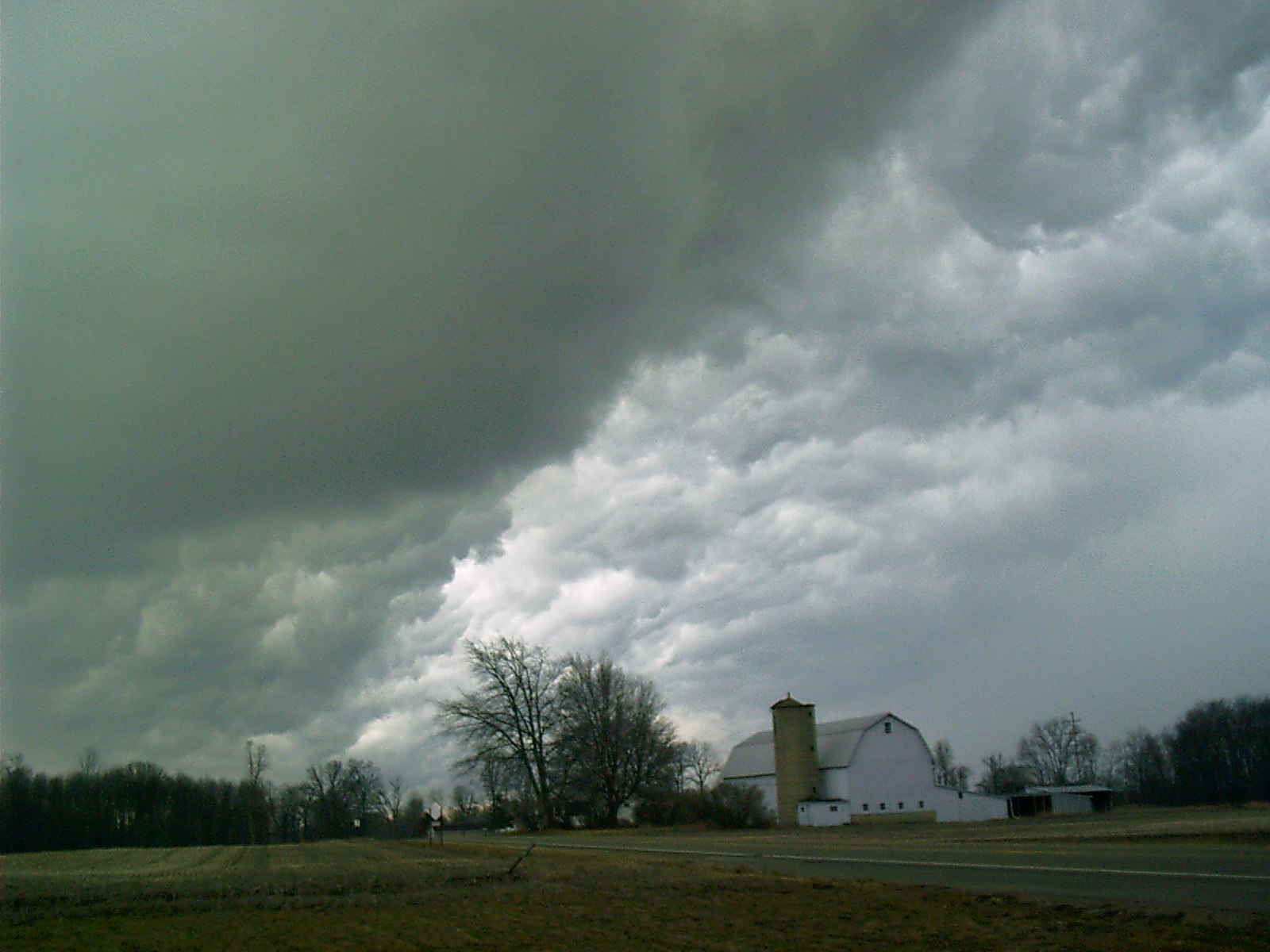
Le nubi cariche di grandine, di solito, assumono una colorazione verdastra.

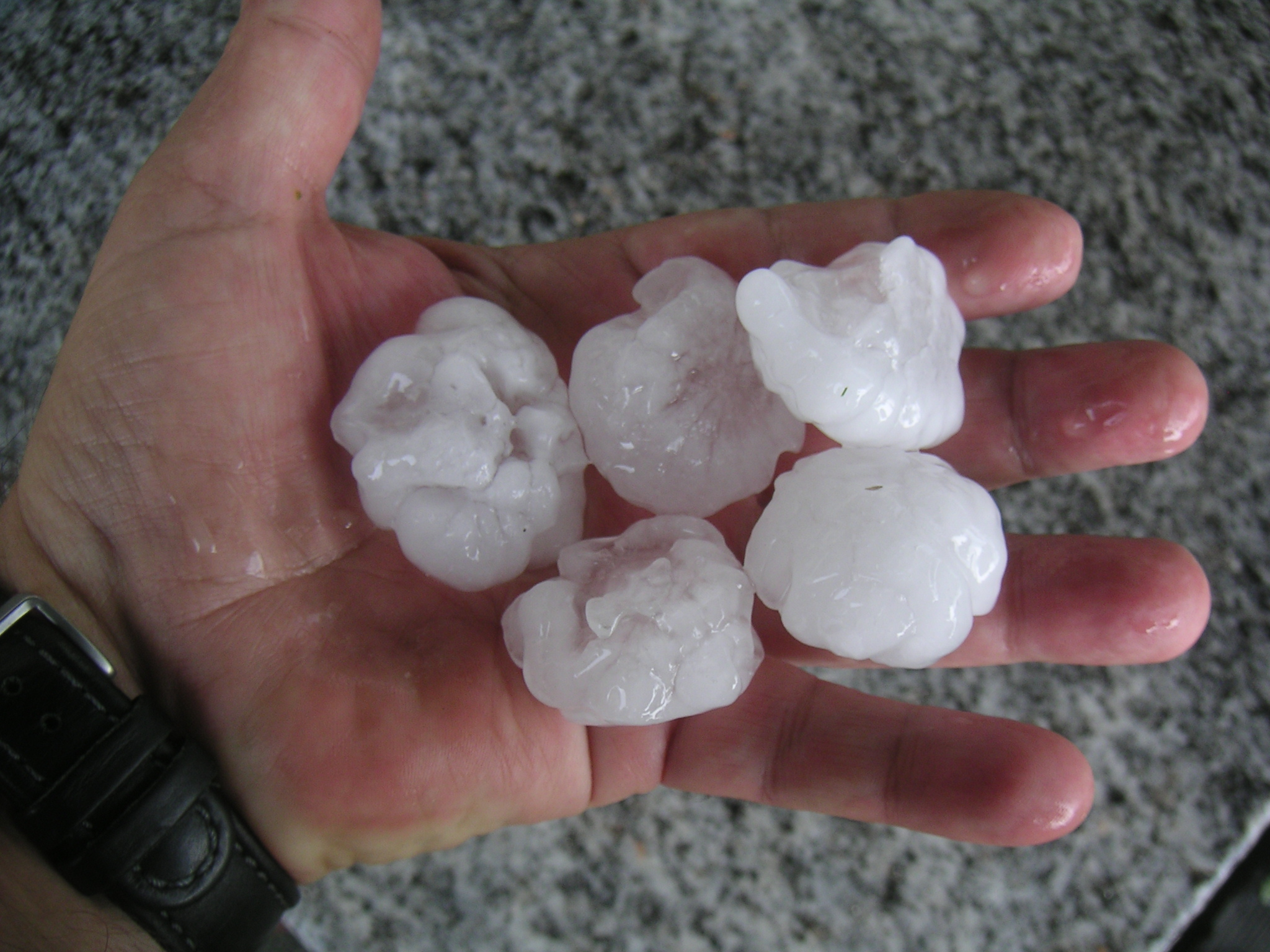
Chicchi di grandine di notevoli dimensioni

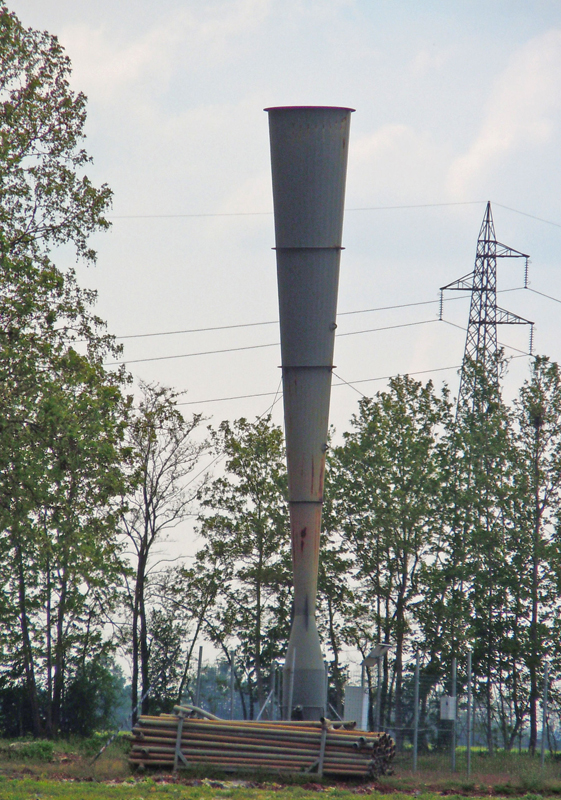
Cannone antigrandine

La grandine si forma se le correnti ascensionali in un cumulonembo sono abbastanza forti; in questo caso, accade che un primo nucleo di ghiaccio viene trasportato in su e in giù nella nube, dove si fonde con altri piccoli aggregati di ghiaccio e gocce d'acqua per poi ricongelarsi nuovamente e diventare sempre più grande. 
Quando le correnti non riescono più a sollevare e trattenere i pezzi di ghiaccio perché divenuti troppo pesanti, questi cadono a terra; gli aggregati di particelle ghiacciate che non riescono a fondere prima di giungere al suolo causano spesso notevoli danni sia nelle campagne (coltivazioni, frutteti, ecc.) sia nei centri urbani (alle abitazioni così come ai mezzi di trasporto). 
I chicchi di grandine che cadono ad alte temperature sono trasparenti perché privi di bolle d'aria; quelli che cadono a temperature più basse sono bianchi perché, viceversa, ne contengono molte. Durante e dopo una grandinata, la temperatura si abbassa rapidamente (anche di dieci gradi in mezz'ora) perché il ghiaccio, per trasformarsi in acqua, sottrae calore all'ambiente.

## Danni

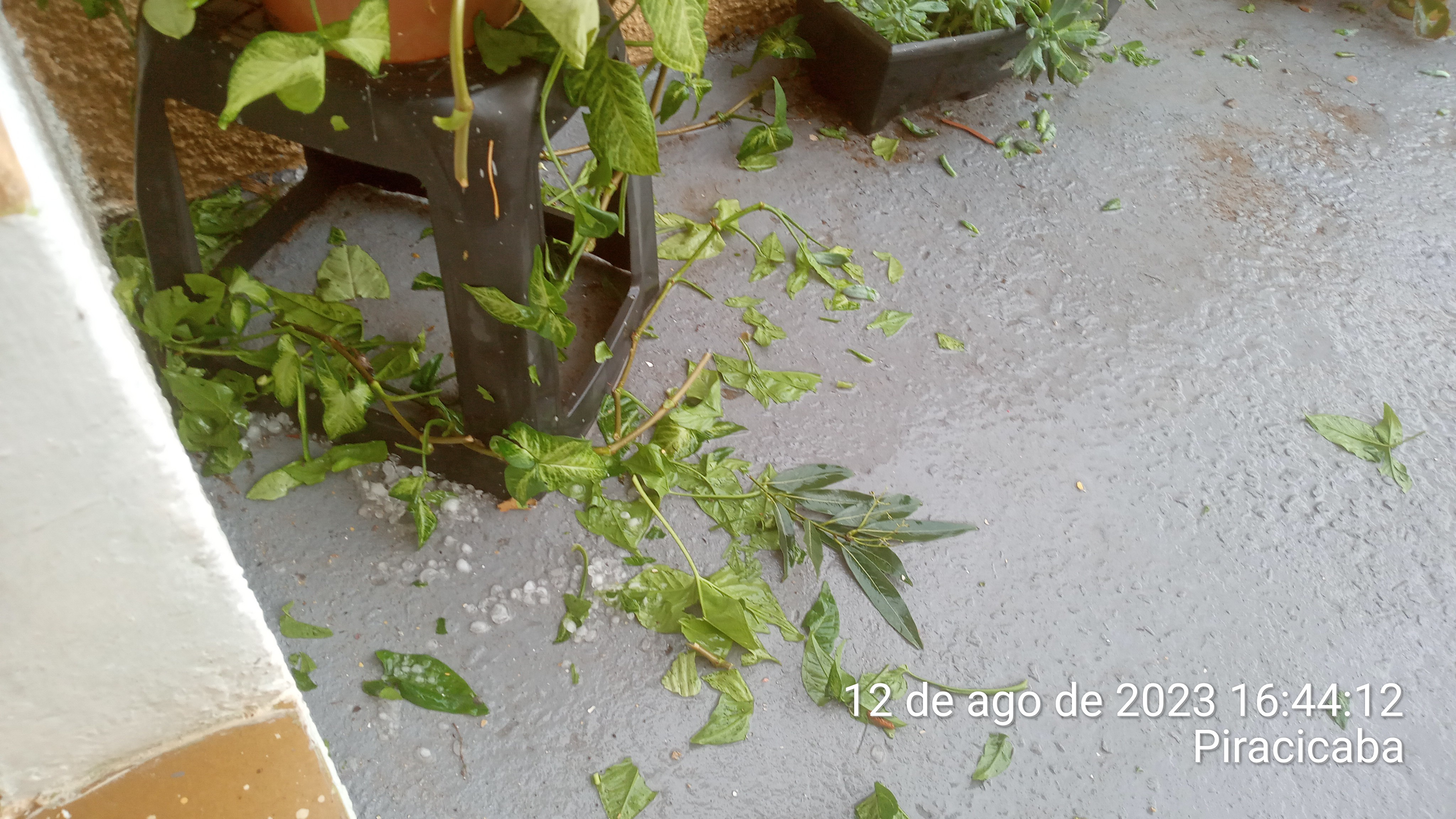
Grandinata a Piracicaba, Brasile, nel 12 agosto 2023

Le tempeste di grandine possono provocare ingenti danni, fino a causare il decesso di esseri viventi e il danneggiamento dell'agricoltura. Nel nord dell'India, nel 1888, chicchi di dimensioni superiori a 5 cm uccisero 246 persone e 1600 tra pecore e capre. Nel 1932, una tempesta nella provincia dello Hunan (nel sud-est della Cina) causò la morte di almeno 10 persone, così come una grandinata su Bogotà in Colombia avvenuta nel 2007.
Secondo lo Storm Prediction Center, agenzia meteorologica statunitense, fra il 1975 e il 1994 la grandine negli Stati Uniti ha ucciso otto persone.
I danni provocati dalla grandine dipendono principalmente dalla sua densità, ossia dal rapporto tra massa e volume del chicco.

## Prevenzione
Esistono vari sistemi, usati prevalentemente in agricoltura, per ovviare ai danni da grandine, riducendone al minimo l'incidenza sulle colture. Per aree limitate (a causa dei costi di installazione) vengono usate reti antigrandine, in particolare per proteggere allevamenti e coltivazioni pregiate quali tendoni e spalliere per la viticoltura da esportazione e per la produzione di vini pregiati. 
Per aree vaste si usa invece un principio fisico, applicato spandendo tra le nubi dello ioduro d'argento. 
I chicchi di grandine si formano a partire da nuclei solidi molto piccoli; se si aumenta il numero di questi nuclei, si riduce in proporzione la dimensione media dei chicchi. Per ottenere tale effetto si usano tecniche diverse, come sparare dei razzi che esplodendo in quota liberano queste polveri, oppure spandendo le stesse con aerei appositamente attrezzati (tecnica cloud seeding). Un ulteriore sistema, la cui efficacia è ancora di opinione controversa, è l'uso del cannone antigrandine.
Altro metodo, indiretto, per limitare i danni economici da grandine è l'assicurazione (preventiva) dei raccolti: a inizio stagione si assicura il prodotto per il valore che si ritiene di poter produrre sugli appezzamenti e, in caso di evento grandinigeno, vengono mandati periti che stimano il danno riportato dall'assicurato.

## Nella religione
- La grandine è una delle dieci piaghe d'Egitto (Esodo 9:13–35).
- Dio scaglia dal cielo una violenta tempesta di grandine gigante sulla lega dei cinque re amorrei durante la guerra di Giosuè in difesa di Gabaon (Giosuè 10:11)